# Guinea
|  | No s'ha de confondre amb Guinea Equatorial o Guinea Bissau. |

|  | Per a altres significats, vegeu «Guinea (desambiguació)». |

Guinea, oficialment República de Guinea és una república de l'Àfrica nord-occidental, també coneguda com a Guinea Conakry per diferenciar-la dels altres dos estats homònims: Guinea Bissau i Guinea Equatorial. L'estat guineà limita al nord-oest amb Guinea Bissau, al nord amb el Senegal, al nord-est amb Mali, al sud-est amb la Costa d'Ivori, al sud amb Libèria i Sierra Leone i a l'oest amb l'oceà Atlàntic.
Guinea és un país predominantment musulmà, on els musulmans representen el 85% de la població. Hi ha vint-i-quatre grups ètnics diferents. El francès, llengua oficial, és la llengua principal de comunicació a les escoles, a l'administració governamental i als mitjans de comunicació, però hi ha més de 24 llengües nacionals, com el malinkés, el ful, el susu, el kpelle, el toma i el kissi.
L'economia de Guinea depèn en gran manera de l'agricultura i la producció de minerals. És el segon productor mundial de bauxita i té rics dipòsits de diamants i or. El país va estar al centre del brot d’Ebola del 2014. Els drets humans a Guinea continuen sent un tema controvertit. El 2011, el govern dels Estats Units va afirmar que la tortura per part de les forces de seguretat i l'abús de dones i nens (per exemple, la mutilació genital femenina) eren abusos continus dels drets humans.

## Història
El 5 d'agost de 1849 els francesos van proclamar el protectorat sobre la zona costanera amb el nom d'Établissements des Riviéres du Sud administrat des de Senegal. El 12 d'octubre de 1882 es va convertir en el territori de les Riviéres du Sud i l'1 d'agost de 1889 va esdevenir colònia. Després dels tractats de Kenieba-Koura (març de 1886) i de Bissadougou (1887) que afectaven al Sudan Francès, amb Samory Touré, aquest va demanar el protectorat francès. Però les hostilitats amb França es van iniciar aviat (1891). L'1 d'agost de 1891 va prendre el nom de Colònia Francesa dels Rius del Sud (Colonie Française des Rivières du Sud) convertit a Colònia Francesa de Guinea (Guinée) per decret de 17 de desembre de 1891. La colònia fou regulada el 10 de març de 1893 (Colònia de Guinea Francesa) i el 16 de juny de 1895 va ser inclosa administrativament a l'Àfrica Occidental Francesa.
A Futa Djalon, els francesos van derrotar l'almamy Biro a la batalla de Poredaka (novembre de 1896) i Biro va morir. De fet, el francesos van annexionar el país, però nominalment 8 del les 11 províncies del regne foren declarades independents i convertides de fet en cercles colonials. Les províncies de Timbo, Buria i Kalen restaren sota l'autoritat d'un almamy sense poder. Tant l'almamy com els caps provincials fulbes van restar com autoritats tradicionals durant el període colonial, però foren suprimits pel consell de govern en virtut de la llei quadre a l'estiu de 1957. El 1898 Samory fou capturat per la columna Gourard i deportat al Gabon, on va morir dos anys després.
Els límits de Guinea es van fixar el 1899 amb les colònies veïnes del Sudan Francès i la Costa d'Ivori. El 1904 la colònia fou inclosa a la Federació de l'Àfrica Occidental Francesa. Del 16 de juny de 1940 al novembre de 1942 la colònia fou lleial al govern de Vichy, i després va passar a la França Lliure; el 13 d'octubre de 1946 fou declarada Territori Francès d'Ultramar.
Era territori d'Ultramar quan, a proposta del cap nacionalista Sekou Touré, va votar «no» al referèndum proposat per França per avançar limitadament en l'autogovern, optant doncs per assolir la independència completa (28 de setembre de 1958) que es va proclamar tot seguit el 2 d'octubre de 1958. L'11 de novembre de 1958 va formar una confederació amb Ghana (Els Estats Units d'Àfrica Occidental, rebatejada Unió d'Estats Africans Independents el 2 de maig de 1959), a la que el 24 de desembre de 1960 es va afegir la República de Mali. La confederació va desaparèixer de fet quan Mali va deixar de participar-hi (1962), i definitivament després del cop d'estat a Ghana el 24 de febrer de 1966.
El règim de Touré fou una dictadura suposadament progressista; l'1 de gener de 1979 va proclamar la República Popular Revolucionaria de Guinea. Va morir el 27 de març de 1984 i el va succeir el seu primer ministre i delfí Louis Lansana Beavogui, però un cop d'estat el va enderrocar al cap de pocs dies (3 d'abril de 1984) i va pujar al poder un Comitè Militar de Restauració Nacional presidit pel comandant Lansana Conté, que va assolir la presidència de la República dos dies després. Conté va retornar al país el seu nom de República de Guinea (25 de maig de 1984), va prometre democràcia i lliure mercat, però va actuar com un dictador i va haver d'enfrontar una revolta que va arribar a dominar part del país el 2003 i 2004. Va fer les primeres eleccions democràtiques el 1993 però la claredat d'aquestes i posteriors eleccions fou contestada i Conte i els militars conservaven el poder real.
El 22 de desembre del 2008 el president Conté va morir als 74 anys per causes desconegudes. El successor legal era Aboubacar Somparé president del Parlament, però l'endemà (23 de desembre) l'exèrcit va donar un nou cop d'Estat i va suspendre la Constitució del país. El Govern va cridar a la població a no acceptar la sublevació i es va considerar el govern legítim. La Unió Europea i la Unió Africana van criticar l'aixecament militar. Els golpistes encapçalats pel capità Mussa Dadis Camara, van formar un Consell Nacional per la Democràcia i el Desenvolupament i van prometre eleccions democràtiques l'any 2010. El govern del Primer Ministre Ahmed Tidiane Souaré es va entregar el dia 25 de desembre. El 30 de desembre es va nomenar nou primer ministre a Kabiné Komara. El règim de Camara es va consolidar.
Per a veure la informació extensa del cop d'estat, vegeu: Cop d'estat a Guinea el 2008.

## Govern i política
Guinea és una república popular i revolucionària amb el president com a cap d'Estat, escollit pel poble per a un mandat de set anys, i el primer ministre, designat pel cap d'Estat. Malgrat el càrrec de president només es pot ocupar durant dos mandats de set anys, el darrer president, Lansana Conté, ocupà el poder des del 5 d'abril del 1984. Fou reescollit per a uns altres set anys el 21 de desembre del 2003, amb un 95% dels vots. Després de la seva mort el 22 de desembre del 2008 l'hauria d'haver reemplaçat el president de l'Assemblea Nacional Popular, Aboubacar Somparé, qui hauria de convocar eleccions en un període de 60 dies. Però sis hores després de l'anunci de la mort del president, s'anuncià un aparent cop d'estat. Un grup de militars, capitanejats per Moussa Dadis Camara, prengué una emissora de ràdio i llegí un comunicat pel qual es dissolien les institucions republicanes, inclosa la Constitució. Es crearia un Consell Nacional per al Desenvolupament i la Democràcia i es nomenaria un militar com a president i un civil com a primer ministre. Somparé declarà que la major part de l'exèrcit era lleial a la Constitució i que s'havien començat negociacions amb els colpistes, destacant-ne a més la seva preocupació pel país.
Després del triomf del cop, Somparé desaparegué de la vida pública. Reaparegué el 7 de desembre en una reunió amb el nou president Moussa Dadis Camara. Després de la instauració del multipartidisme l'abril del 1992, es van reconèixer una quarantena de nous partits, tot i que molts d'ells han estat vetats per concórrer a les eleccions més recents, incloent-hi el FRAD, principal opositor, que ha denunciat la falta de garanties democràtiques en les eleccions del país. Camara declarà el desembre del 2008 que el seu govern seria transitori fins a la celebració d'unes eleccions presidencials en què ell no prendria part. Tanmateix, el setembre del 2008 anuncià la seva intenció de presentar-s'hi, la qual cosa motivà fortes protestes que acabaren amb les atrocitats del 27 de setembre del 2008 a l'Estadi Nacional.
El 3 de desembre del 2009, Camara va ser víctima d'un intent d'assassinat d'un tret pel seu ajudant de camp, Aboubacar Diakité, cap de la guàrdia presidencial. Diakite havia de ser detingut, acusat d'ésser el responsable de la matança de manifestants al setembre. Camara fou traslladat al Marroc per al tractament i Sékouba Konaté fou posat al càrrec del país. Amb Camara encara en rehabilitació, el govern dels Estats Units va expressat el seu desig que Camara es mantingués fora de Guinea i que Konaté fos designat cap de la Junta. El 2010 Sékuba Konaté, tal com ho havia promès, convocà les eleccions generals de Guinea, les últimes lliures i no fraudulentes des de la independència del país. Les guanyà Alpha Condé, qui assumí el poder el 21 de desembre del 2010.

## Geografia

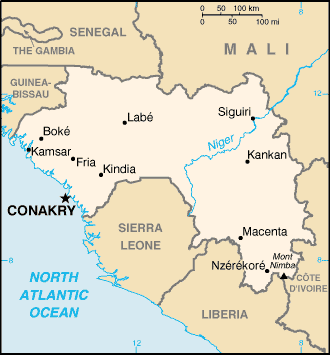
Mapa de Guinea

L'extensió és de 245,857 km² i la població d'uns vuit milions d'habitants. La capital és Conakry, amb més d'un milió i mig d'habitants. Passen dels cent mil habitants les ciutats de Nzérékoré, Kindia i Kankan.
El país es divideix en quatre regions geogràfiques: una estreta faixa costanera, les terres altes del massís de Fouta Djallon, la sabana septentrional i la regió sud-oriental de bosc tropicals. El Níger, el Gàmbia i el Senegal són tres dels 22 rius de l'Àfrica occidental que neixen a Guinea.
El clima és tropical, amb una temporada de pluges que va d'abril a novembre, temperatures relativament altes i uniformes i humitat alta. La regió nord-oriental, més acostada al Sahel, té una estació de pluges més curta i grans variacions de temperatura entre el dia i la nit.

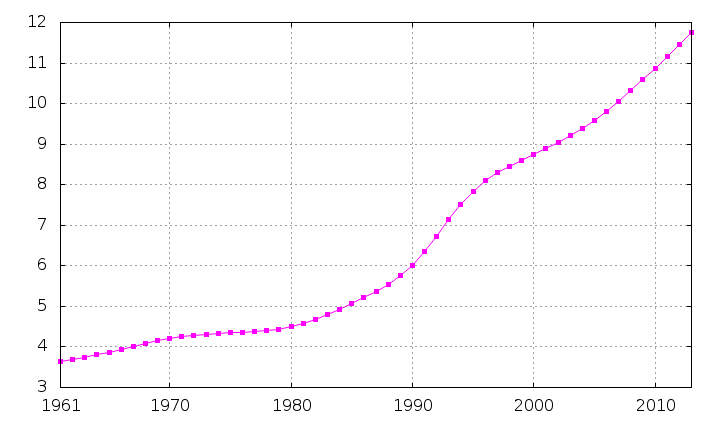
Evolució demogràfica de Guinea

## Demografia
La població de Guinea s'estima en 9.947.814 persones. Conakry, la capital i la ciutat més gran, constitueix l'eix central de l'economia, comerç, ensenyament i cultura del país.
Evolució demogràfica de Guinea per decennis:
- 1901: 1,5 milions
- 1917: 1,8 milions
- 1926: 2,1 milions (cens)
- 1950: 2,7 milions
- 1983: 4,5 milions (cens)
- 2000: 7,5 milions
- 2010: 10,1 milions

### Religió
La religió musulmana compta amb més adherents al país, amb un 85% de la població total. Segueix el cristianisme, principalment el catolicisme, amb un 8% i després les creences indígenes amb un 7%.

### Llengües
La llengua nacional o oficial de la República de Guinea és el francès. El kissi septentrional, el maninkakan oriental, el pular, el susu i el toma són llengües regionals. El SIL Internacional ha llistat 34 llengües, de les quals dues estan extintes:
- Badyara: 6.300 parlants a la regió de Koundara. També es parla a Guinea Bissau i al Senegal.
- Baga binari: 3.000 parlants a la costa, a l'est del riu Nunez, a la regió de Boké.
- Baga koga: es parla a la costa, entre el riu Konkouré i el riu Pongo.
- Baga manduri: 4.000 parlants a les illes del delta del riu Nunez, al voltant de Dobale.
- Baga mboteni: es parla al sud del riu Nunez.
- Baga sitemu: 4.000 parlants a la ribera sud del riu Nunez, a les regions Boké i Boffa. També es parla a les illes Marara, al sud del riu Pongo.
- Bassari: 8.600 parlants a Guinea.
- Bullom so: pocs parlants a la República de Guinea, a la frontera amb Sierra Leone.
- Dan: 800 parlants a la prefectura de Lola, a prop de la frontera amb Costa d'Ivori.
- Francès.
- Llengua de signes guineà: s'utilitza sobretot a Conakry.
- Jahanka: 12.600 parlants a la República de Guinea, a les frontera amb Mali, on també es parla.
- Kakabe: es parla a l'est de Timbo, Sokotoro i Wure Kaba.
- Kissi septentrional: 286.500 parlants a la república de Guinea. A la regió de Kissidougou. També es parla a Sierra Leone.
- Kono: 90.000 parlants a la frontera del sud-est amb Libèria.
- Kpelle, Guinea: 308.000 parlants a la frontera amb Libèria.
- Kuranko: 55.200 parlants entre Faranah i Kissidougou i a prop de Kerouané.
- Landoma: 14.400 parlants, entre el riu Nunez i el riu Pongas.
- Lele: 23.000 parlants a prop de Kissidou.
- Limba oriental: 4.000 parlants a la República de Guinea. També es parla a Sierra Leone.
- Maninka, konyanka: 128.400 parlants a la regió Beyla. També es parla a Libèria.
- Maninka, sankaran.
- Maninkakan oriental: 1.890.000 parlants a la República de Guinea. També es parla a Libèria i Sierra Leone.
- Manya: 25.000 parlants a la prefectura de Macenta.
- Mbulungish: 5.000 parlants a la costa nord del riu Nunez.
- Mixifore: 3.600 parlants al centre de l'Estat.
- Nalu: 13.000 parlants a la República de Guinea. També es parla a Guinea Bissau.
- Pulaar: 24.000 parlants a la república de Guinea.
- Pular: 2.550.000 parlants a la República de Guinea. També es parla a Gàmbia, Sierra Leone, Guinea Bissau, Mali i el Senegal.
- Susu: 905.500 parlants a la república de Guinea. També es parla a Guinea Bissau i Sierra Leone.
- Toma: 143.800 parlants al sud del país.
- Wamey: 5.270 parlants a la regió de Koundara, a prop de la frontera amb Senegal.
- Yalunka: 55.514 parlants a la república de Guinea. També es parla a Senegal, Mali i Sierra Leone.
- Baga kaloum: Llengua extinta.
- Baga sobané: Llengua extinta.

A més, també es parla el bàmbara, el bandi (7.000), krio, soninke, àrab i llengües europees.

## Economia
L'economia de la República de Guinea és la d'un dels països més pobres del món i depèn de l'ajuda internacional, malgrat tenir importants reserves minerals, d'energia hidroelèctrica i agrícoles. De fet, el producte interior brut va disminuir un 16% durant la dècada de 1990.

## Galeria

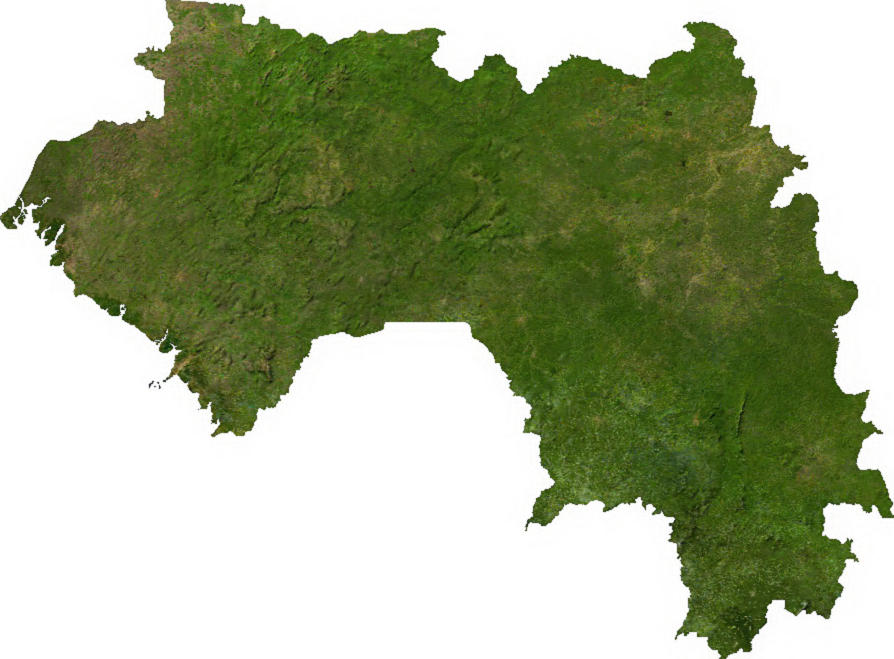
atlas Guinea
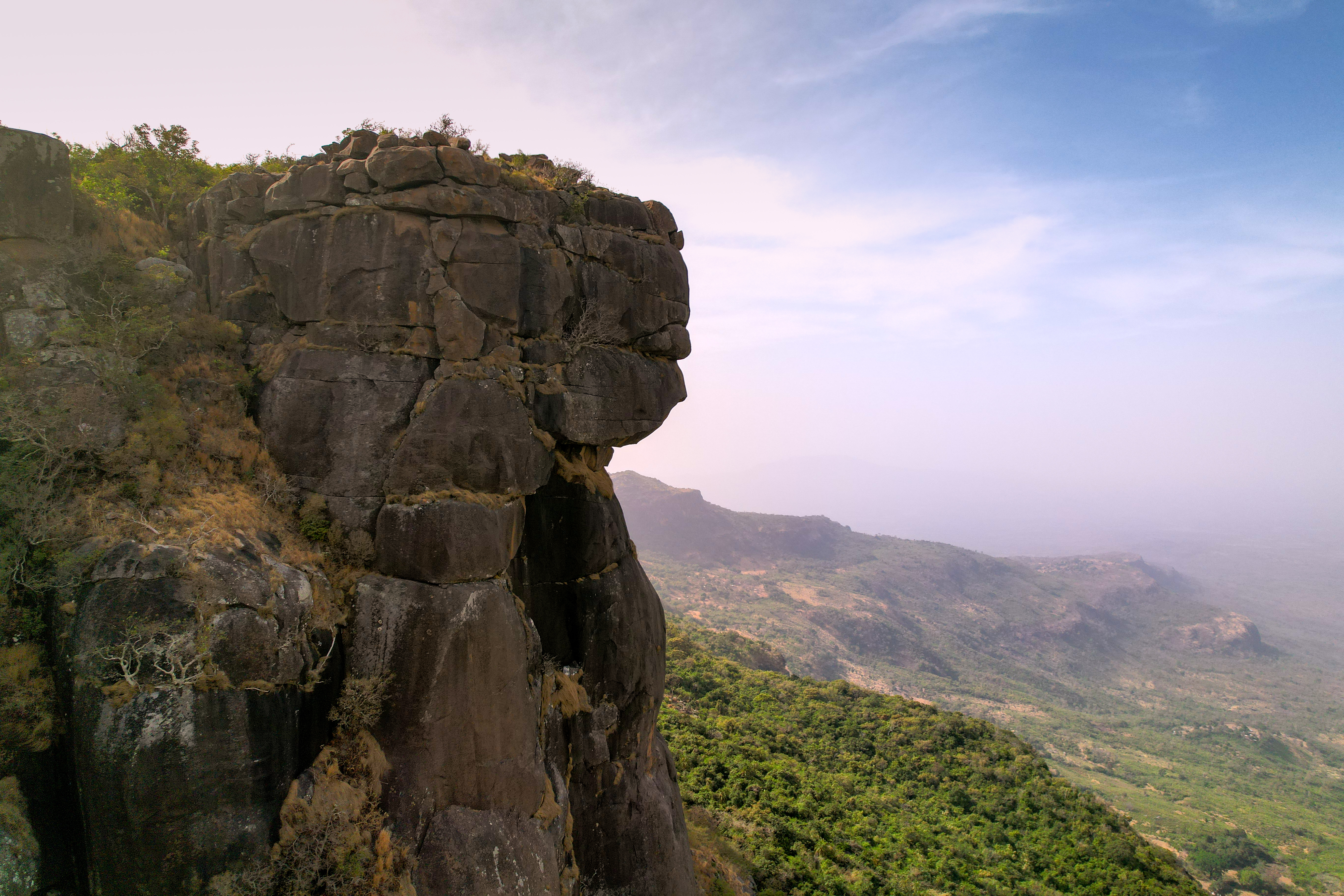
Dame de Mali
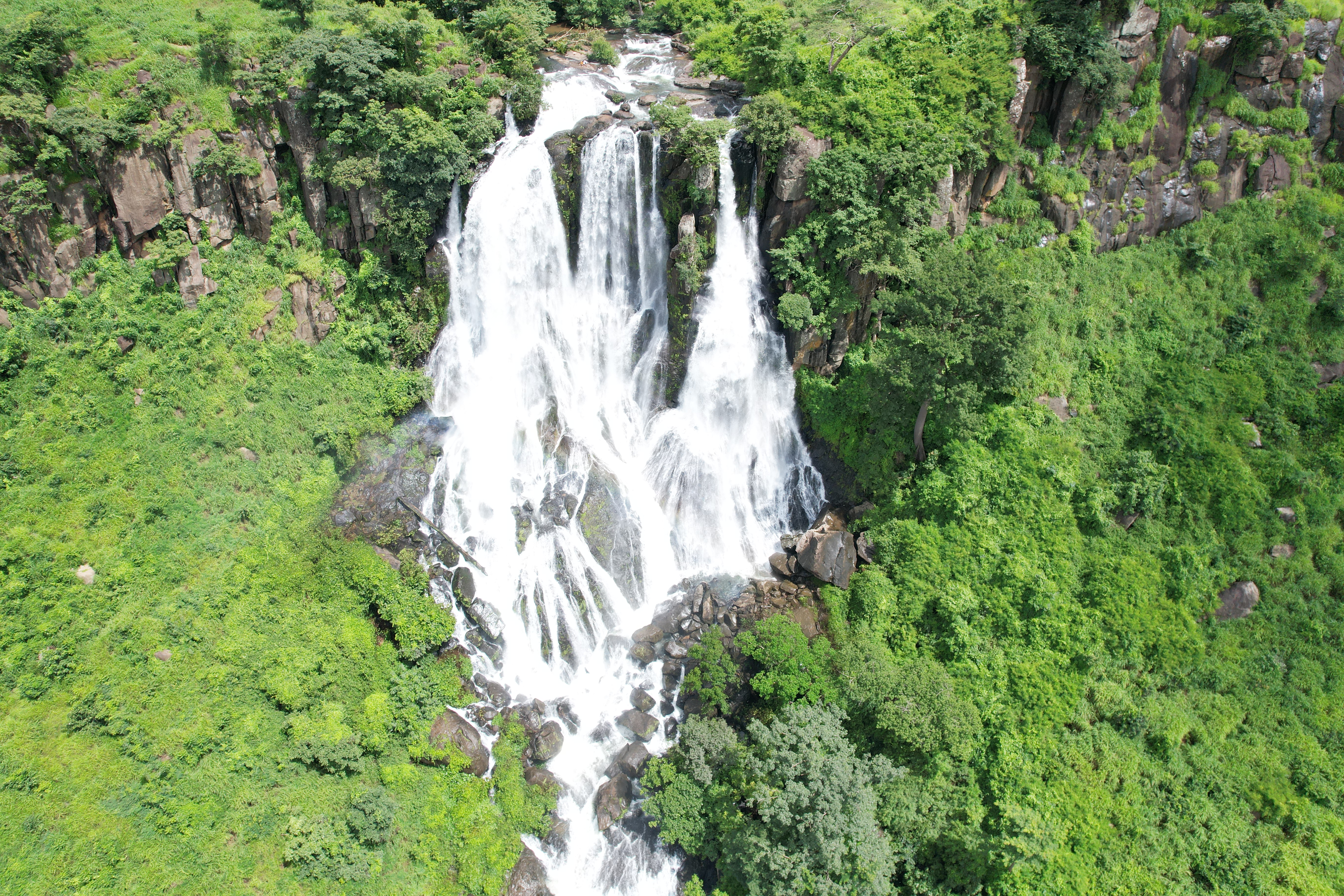
Chute de Tabouna à Kindia
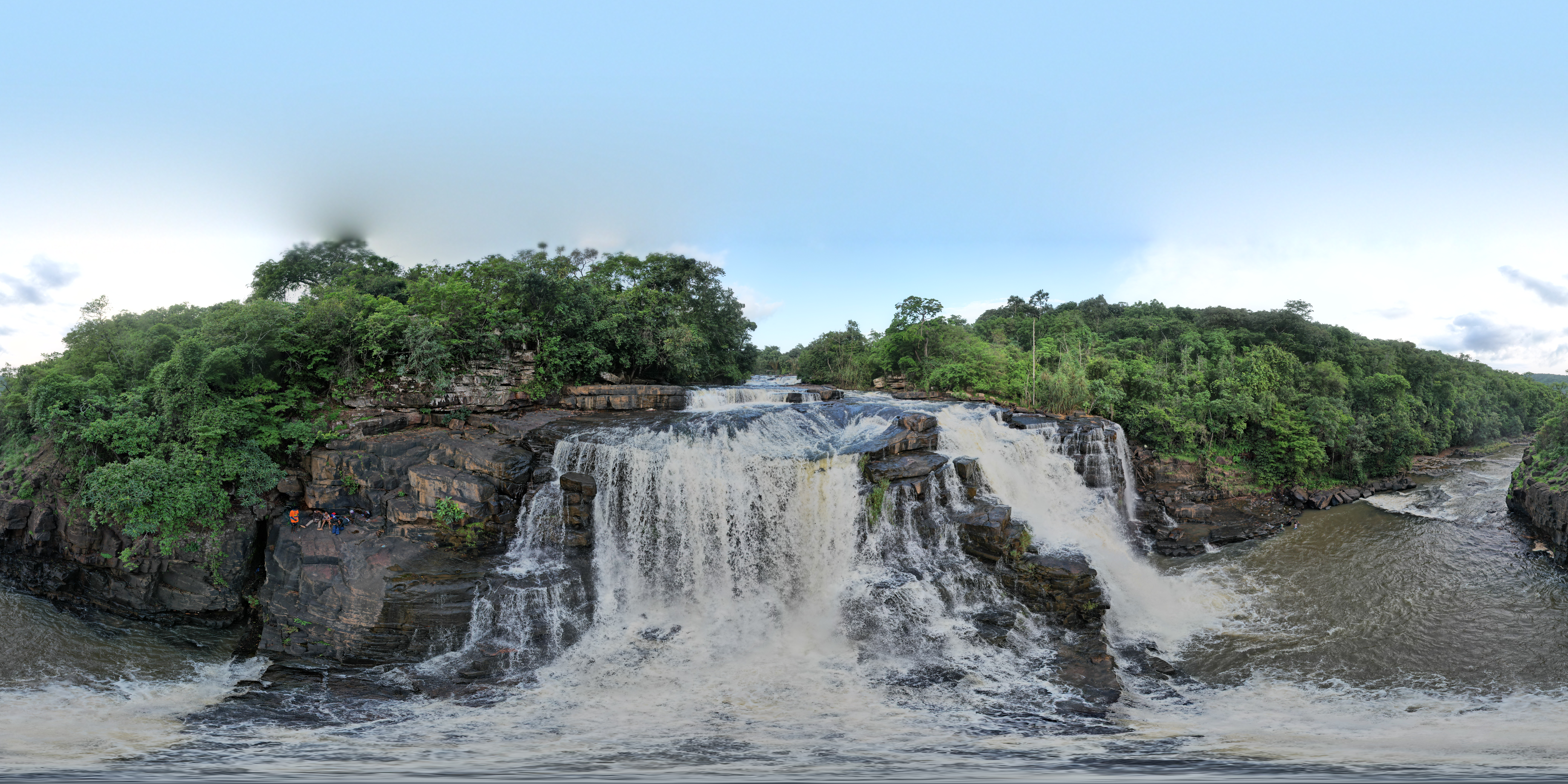
Chute de Saala Labé
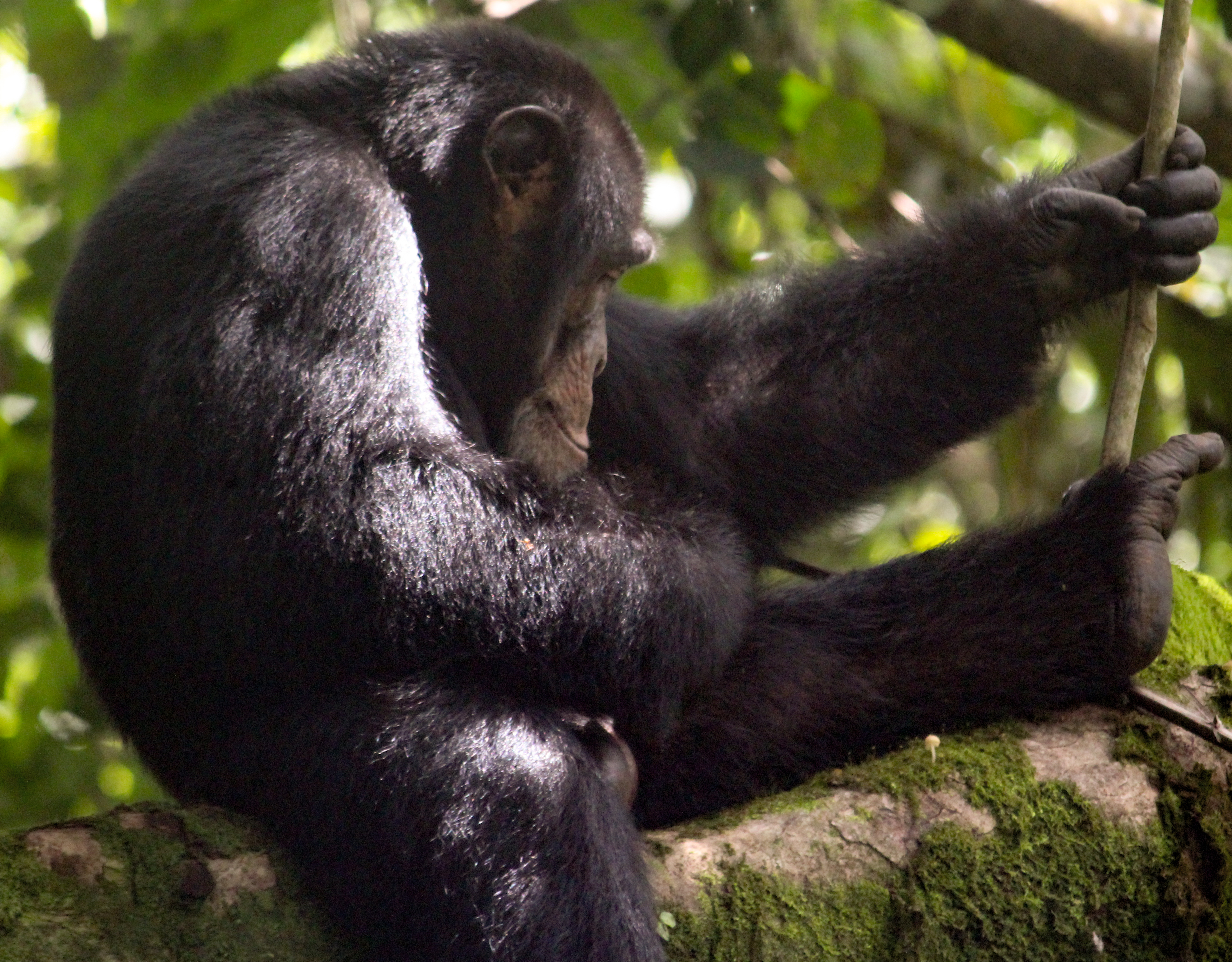
Chimpanzé de Bossou
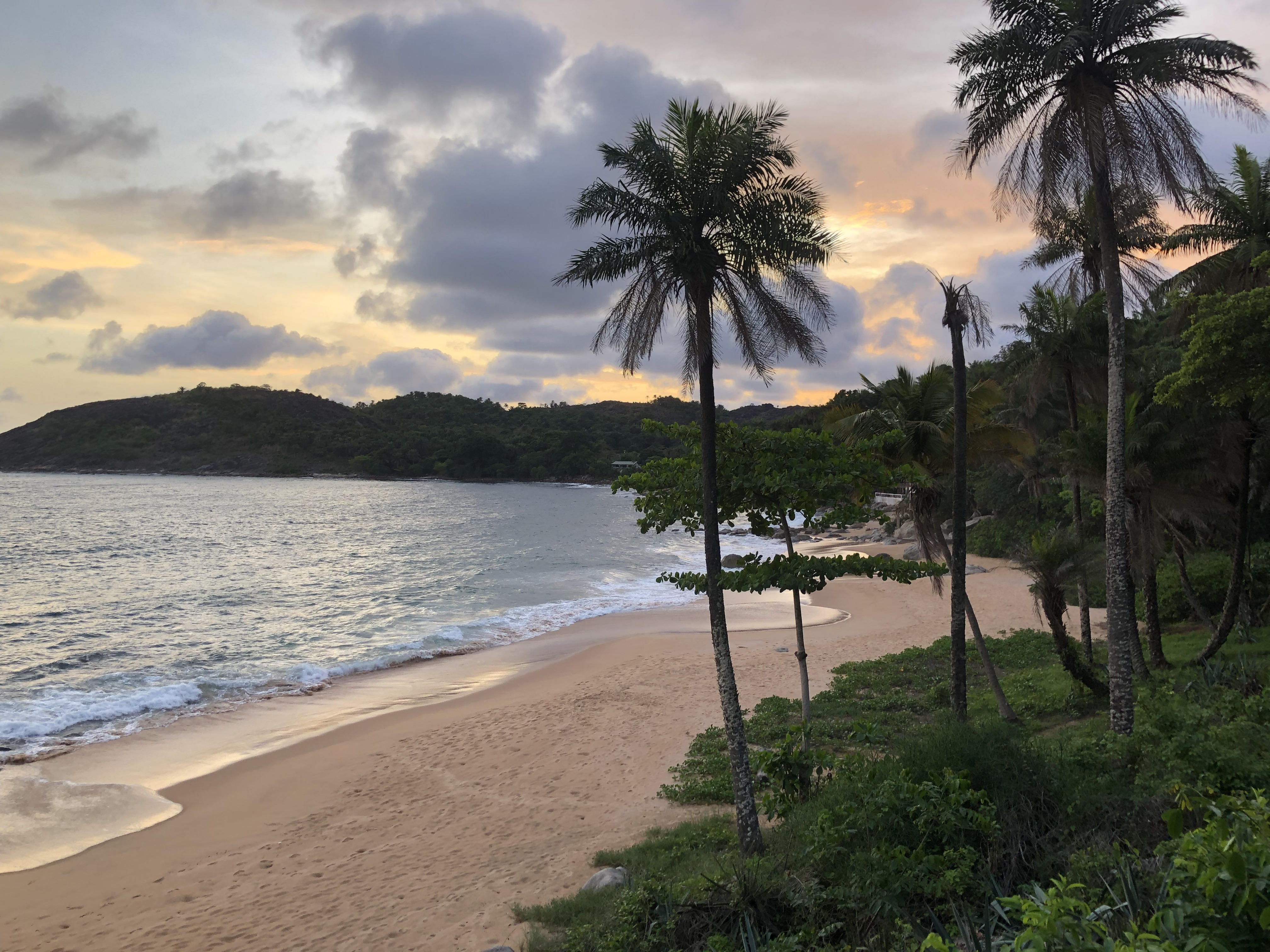
Plage sur les Ile de Loos